# Wistowa (przystanek kolejowy)
Wistowa (ukr. Вістова, ros. Вистова) – przystanek kolejowy w miejscowości Wistowa, w rejonie kałuskim, w obwodzie iwanofrankiwskim, na Ukrainie. Położony jest na linii dawnej Galicyjskiej Kolei Transwersalnej.
Przystanek powstał przed II wojną światową. Początkowo by położony w innym miejscu – na zachód od obecnej lokalizacji, na przeciwnym brzegu Łomnicy. W II Rzeczypospolitej pomiędzy Kałuszem a Wistową istniał przystanek Chocin.